# Женска фудбалска репрезентација Марока
Женска фудбалска репрезентација Марока (арап. منتخب المغرب لكرة القدم للسيدات, фр. Équipe du Maroc féminine de football) је национални фудбалски тим који представља Мароко на међународним такмичењима и под контролом је Фудбалског савеза Марока (ФСМ) (фр. Fédération royale marocaine de football ФРМФ), владајућег тела за фудбал у Мароку.

## Историја
Дана 22. фебруара 2020. године, „мароканске лавице” су успеле да освоје Куп УНАФ за жене 2020. пошто су победиле Алжир резултатом 2 : 0 и нашле на врху коначног пласмана.
Након паузе и недостатка достигнућа, женски АФКОН је проширен на 12 тимова, почевши од 2020. године, али је због пандемије Ковид 19 прво издање одржано у Мароку 2022. године. Користећи ову предност код куће, Мароко је поново покренуо своју женску фудбалску структуру, поново изградио свој женски тим који је дуго био запостављен. Са већим интересовањем, Мароко је успео да створи историју тако што је стигао до полуфинала на свом домаћем терену. Са овим достигнућем, Мароко је направио историјско поглавље као прва арапска земља која се квалификовала за ФИФА Светско првенство за жене 2023.  када је Мароко и дебитовао на неком Светском првенству. Мароко је направио још једно историјско поглавље као прва северноафричка и арапска земља која је учествовала у финалу континенталног турнира победивши афричку моћницу и три пута браниоца титуле Нигерију на пенале. Међутим, Мароко није могао да заврши свој сан у финалу након што је изгубио од искусне екипе Јужноафричке Републике, чија су два гола уништила марокански сан о освајању титуле.
На свом првом ФИФА Светском првенству за жене, Мароко је изгубио своју прву утакмицу 6 : 0 од Немачке.

## Надимак
Женска фудбалска репрезентација Марока је позната или добила надимак „Атласке лавице“.

### Опрема
| Спонзор | Период | Ref    |
| ------- | ------ | ------ |
| Пума    | Сада   | [ 19 ] |

## Стадион домаћин
Репрезентације Марока своје домаће утакмице игра на Стадиону Принца Моулај Абделаха, објекту „Краљевске фудбалске федерације Марока”. Стадион је такође дом фудбалског клуба АС ФАР и био је домаћин на неколико утакмица мушке фудбалске репрезентације. Налази се у Рабату, Мароко.

### Голгетерке
*Активни играчи означени болд, тачна статистика од 23. јула 2022.
| # | Играчица        | Период | Ута | Гол |
| - | --------------- | ------ | --- | --- |
| 1 | Гизлан Шебак    | 2007–  | 61  | 21  |
| 2 | Ибтисан Жуариди | 2009–  | 49  | 12  |
| 3 | Розела Ајане    | 2021–  | 22  | 9   |
| 4 | Сана Масуди     | 2017–  | 31  | 8   |
| 5 | Салма Амани     | 2012–  | 31  | 7   |
| 6 | Фатима Тагнаут  | 2018–  | 36  | 4   |
| 6 | Јасмин Марабет  | 2021–  | 21  | 3   |

## Такмичарски рекорд

### Светско првенство у фудбалу за жене
| Мароко на Светским првенствима | Мароко на Светским првенствима | Мароко на Светским првенствима | Мароко на Светским првенствима | Мароко на Светским првенствима | Мароко на Светским првенствима | Мароко на Светским првенствима | Мароко на Светским првенствима | Мароко на Светским првенствима | Мароко на Светским првенствима |
| Година                         | Резултат                       | Позиција                       | Ута                            | Поб                            | Нер                            | Изг                            | ГД                             | ГП                             |                                |
| ------------------------------ | ------------------------------ | ------------------------------ | ------------------------------ | ------------------------------ | ------------------------------ | ------------------------------ | ------------------------------ | ------------------------------ | ------------------------------ |
| 1991.                          | Нису учествовале               | Нису учествовале               | Нису учествовале               | Нису учествовале               | Нису учествовале               | Нису учествовале               | Нису учествовале               | Нису учествовале               |                                |
| 1995.                          | Нису учествовале               | Нису учествовале               | Нису учествовале               | Нису учествовале               | Нису учествовале               | Нису учествовале               | Нису учествовале               | Нису учествовале               |                                |
| 1999.                          | Нису се квалификовале          | Нису се квалификовале          | Нису се квалификовале          | Нису се квалификовале          | Нису се квалификовале          | Нису се квалификовале          | Нису се квалификовале          | Нису се квалификовале          |                                |
| 2003.                          | Нису се квалификовале          | Нису се квалификовале          | Нису се квалификовале          | Нису се квалификовале          | Нису се квалификовале          | Нису се квалификовале          | Нису се квалификовале          | Нису се квалификовале          |                                |
| 2007.                          | Нису се квалификовале          | Нису се квалификовале          | Нису се квалификовале          | Нису се квалификовале          | Нису се квалификовале          | Нису се квалификовале          | Нису се квалификовале          | Нису се квалификовале          |                                |
| 2011.                          | Нису се квалификовале          | Нису се квалификовале          | Нису се квалификовале          | Нису се квалификовале          | Нису се квалификовале          | Нису се квалификовале          | Нису се квалификовале          | Нису се квалификовале          |                                |
| 2015.                          | Нису се квалификовале          | Нису се квалификовале          | Нису се квалификовале          | Нису се квалификовале          | Нису се квалификовале          | Нису се квалификовале          | Нису се квалификовале          | Нису се квалификовале          |                                |
| 2019.                          | Нису се квалификовале          | Нису се квалификовале          | Нису се квалификовале          | Нису се квалификовале          | Нису се квалификовале          | Нису се квалификовале          | Нису се квалификовале          | Нису се квалификовале          |                                |
| 2023.                          | Групна фаза                    | 1                              | 0                              | 0                              | 1                              | 0                              | 6                              | -6                             |                                |
| Укупно                         | 1/9                            | 1                              | 0                              | 0                              | 1                              | 0                              | 6                              | -6                             |                                |

*Жребови укључују одлуке о нокаут мечевима одлучене пеналима.

### Олимпијске игре
| Олимпијске игре − резултати | Олимпијске игре − резултати | Олимпијске игре − резултати | Олимпијске игре − резултати | Олимпијске игре − резултати | Олимпијске игре − резултати | Олимпијске игре − резултати | Олимпијске игре − резултати | Олимпијске игре − резултати |
| Наступи: 0 / 6              | Наступи: 0 / 6              | Наступи: 0 / 6              | Наступи: 0 / 6              | Наступи: 0 / 6              | Наступи: 0 / 6              | Наступи: 0 / 6              | Наступи: 0 / 6              | Наступи: 0 / 6              |
| Година                      | Резултат                    | Позиција                    | Ута                         | Поб                         | Нер                         | Изг                         | ГД                          | ГП                          |
| --------------------------- | --------------------------- | --------------------------- | --------------------------- | --------------------------- | --------------------------- | --------------------------- | --------------------------- | --------------------------- |
| 1996                        | Нису учествовале            | Нису учествовале            | Нису учествовале            | Нису учествовале            | Нису учествовале            | Нису учествовале            | Нису учествовале            | Нису учествовале            |
| 2000.                       | Нису учествовале            | Нису учествовале            | Нису учествовале            | Нису учествовале            | Нису учествовале            | Нису учествовале            | Нису учествовале            | Нису учествовале            |
| 2004.                       | Нису учествовале            | Нису учествовале            | Нису учествовале            | Нису учествовале            | Нису учествовале            | Нису учествовале            | Нису учествовале            | Нису учествовале            |
| 2008.                       | Нису се квалификовале       | Нису се квалификовале       | Нису се квалификовале       | Нису се квалификовале       | Нису се квалификовале       | Нису се квалификовале       | Нису се квалификовале       | Нису се квалификовале       |
| 2012.                       | Нису се квалификовале       | Нису се квалификовале       | Нису се квалификовале       | Нису се квалификовале       | Нису се квалификовале       | Нису се квалификовале       | Нису се квалификовале       | Нису се квалификовале       |
| 2016.                       | Нису учествовале            | Нису учествовале            | Нису учествовале            | Нису учествовале            | Нису учествовале            | Нису учествовале            | Нису учествовале            | Нису учествовале            |
| 2020.                       | Нису се квалификовале       | Нису се квалификовале       | Нису се квалификовале       | Нису се квалификовале       | Нису се квалификовале       | Нису се квалификовале       | Нису се квалификовале       | Нису се квалификовале       |
| 2024.                       | У току                      | У току                      | У току                      | У току                      | У току                      | У току                      | У току                      | У току                      |
| 2028.                       | У току                      | У току                      | У току                      | У току                      | У току                      | У току                      | У току                      | У току                      |
| Укупно                      | -                           | 0                           | 0                           | 0                           | 0                           | 0                           | 0                           | 0                           |

### Афрички куп нација у фудбалу за жене
| Афрички куп нација у фудбалу за жене — резултати | Афрички куп нација у фудбалу за жене — резултати | Афрички куп нација у фудбалу за жене — резултати | Афрички куп нација у фудбалу за жене — резултати | Афрички куп нација у фудбалу за жене — резултати | Афрички куп нација у фудбалу за жене — резултати | Афрички куп нација у фудбалу за жене — резултати | Афрички куп нација у фудбалу за жене — резултати | Афрички куп нација у фудбалу за жене — резултати | Афрички куп нација у фудбалу за жене — резултати |
| Наступи: 4 / 14                                  | Наступи: 4 / 14                                  | Наступи: 4 / 14                                  | Наступи: 4 / 14                                  | Наступи: 4 / 14                                  | Наступи: 4 / 14                                  | Наступи: 4 / 14                                  | Наступи: 4 / 14                                  | Наступи: 4 / 14                                  |                                                  |
| Година                                           | Резултат                                         | Позиција                                         | Ута                                              | Поб                                              | Нер                                              | Изг                                              | ГД                                               | ГП                                               |                                                  |
| ------------------------------------------------ | ------------------------------------------------ | ------------------------------------------------ | ------------------------------------------------ | ------------------------------------------------ | ------------------------------------------------ | ------------------------------------------------ | ------------------------------------------------ | ------------------------------------------------ | ------------------------------------------------ |
| 1991.                                            | Нису учествовале                                 | Нису учествовале                                 | Нису учествовале                                 | Нису учествовале                                 | Нису учествовале                                 | Нису учествовале                                 | Нису учествовале                                 | Нису учествовале                                 |                                                  |
| 1995.                                            | Нису учествовале                                 | Нису учествовале                                 | Нису учествовале                                 | Нису учествовале                                 | Нису учествовале                                 | Нису учествовале                                 | Нису учествовале                                 | Нису учествовале                                 |                                                  |
| 1998.                                            | Групна фаза                                      | 3                                                | 1                                                | 1                                                | 1                                                | 4                                                | 9                                                | −5                                               |                                                  |
| 2000.                                            | Групна фаза                                      | 3                                                | 0                                                | 0                                                | 3                                                | 1                                                | 13                                               | −12                                              |                                                  |
| 2002.                                            | Нису се квалификовале                            | Нису се квалификовале                            | Нису се квалификовале                            | Нису се квалификовале                            | Нису се квалификовале                            | Нису се квалификовале                            | Нису се квалификовале                            | Нису се квалификовале                            |                                                  |
| 2004.                                            | Нису учествовале                                 | Нису учествовале                                 | Нису учествовале                                 | Нису учествовале                                 | Нису учествовале                                 | Нису учествовале                                 | Нису учествовале                                 | Нису учествовале                                 |                                                  |
| 2006.                                            | Нису се квалификовале                            | Нису се квалификовале                            | Нису се квалификовале                            | Нису се квалификовале                            | Нису се квалификовале                            | Нису се квалификовале                            | Нису се квалификовале                            | Нису се квалификовале                            |                                                  |
| 2008.                                            | Нису се квалификовале                            | Нису се квалификовале                            | Нису се квалификовале                            | Нису се квалификовале                            | Нису се квалификовале                            | Нису се квалификовале                            | Нису се квалификовале                            | Нису се квалификовале                            |                                                  |
| 2010.                                            | Нису се квалификовале                            | Нису се квалификовале                            | Нису се квалификовале                            | Нису се квалификовале                            | Нису се квалификовале                            | Нису се квалификовале                            | Нису се квалификовале                            | Нису се квалификовале                            |                                                  |
| 2012.                                            | Нису се квалификовале                            | Нису се квалификовале                            | Нису се квалификовале                            | Нису се квалификовале                            | Нису се квалификовале                            | Нису се квалификовале                            | Нису се квалификовале                            | Нису се квалификовале                            |                                                  |
| 2014.                                            | Нису се квалификовале                            | Нису се квалификовале                            | Нису се квалификовале                            | Нису се квалификовале                            | Нису се квалификовале                            | Нису се квалификовале                            | Нису се квалификовале                            | Нису се квалификовале                            |                                                  |
| 2016.                                            | Нису се квалификовале                            | Нису се квалификовале                            | Нису се квалификовале                            | Нису се квалификовале                            | Нису се квалификовале                            | Нису се квалификовале                            | Нису се квалификовале                            | Нису се квалификовале                            |                                                  |
| 2018.                                            | Нису се квалификовале                            | Нису се квалификовале                            | Нису се квалификовале                            | Нису се квалификовале                            | Нису се квалификовале                            | Нису се квалификовале                            | Нису се квалификовале                            | Нису се квалификовале                            |                                                  |
| 2020.                                            | Отказан                                          | Отказан                                          | Отказан                                          | Отказан                                          | Отказан                                          | Отказан                                          | Отказан                                          | Отказан                                          |                                                  |
| 2022.                                            | Другопласиране                                   | 6                                                | 4                                                | 1                                                | 1                                                | 9                                                | 5                                                | +4                                               |                                                  |
| 2024.                                            | Домаћини                                         | Домаћини                                         | Домаћини                                         | Домаћини                                         | Домаћини                                         | Домаћини                                         | Домаћини                                         | Домаћини                                         |                                                  |
| Укупно                                           | Другопласиране                                   | 12                                               | 5                                                | 2                                                | 5                                                | 14                                               | 27                                               | −13                                              |                                                  |